# Ternopilský rajón
Ternopilský rajón (ukrajinsky Тернопільський район) je rajón v Ternopilské oblasti na Ukrajině. Hlavním městem je Ternopil a rajón má přibližně 559 tisíc obyvatel. 

## Města v rajónu
- Berežany
- Pidhajci
- Skalat
- Terebovlja
- Ternopil
- Zbaraž
- Zborov